# Hedera nepalensis
Hedera nepalensis (плющ непальський) — є одним з видів багаторічних рослин роду Hedera родом з Непалу і Бутану, а також Афганістан, Пакистан, Індія, Китай, Лаос, М'янма, Таїланд і В'єтнам, який переважно зростає на висотах 1000–3000 метрів. 

## Морфологічна характеристика
Це багаторічна в'юнка рослина, що виростає до 30 м у висоту; з повітряним корінням. Листки прості від 2–15 см завдовжки, від ланцетної до яйцюватої форми, голі, основа від серцеподібної до округлої чи клиноподібної, верхівка від гоструватої до тупої. Квіти жовті; квітконіжки волохаті. Плід — ягода 5–7 × 5–10 мм.

## Використання
Кажуть, що листя та ягоди діють протизапально, потогінно і стимулюють. Відвар рослини використовують для лікування шкірних захворювань.